# Ostrander (Minnesota)
Pour les articles homonymes, voir Ostrander.
Ostrander est une ville américaine située dans le Comté de Fillmore, dans le Minnesota. Selon le recensement de 2010, sa population est de 254 habitants.